# Meximalus
Meximalus är ett släkte av steklar. Meximalus ingår i familjen puppglanssteklar.
Kladogram enligt Catalogue of Life:
| Meximalus | \| \| Meximalus heratyi \| \| \| \| \| \| Meximalus skinnerensis \| \| \| \| |
|           | \| \| Meximalus heratyi \| \| \| \| \| \| Meximalus skinnerensis \| \| \| \| |
|           | Meximalus heratyi                                                            |
|           |                                                                              |
|           | Meximalus skinnerensis                                                       |
|           |                                                                              |